# A Glee – Sztárok leszünk! epizódjainak listája
A Glee – Sztárok leszünk! egy zenés vígjátéksorozat az amerikai Fox tv-csatornán, melyet Ryan Murphy, Brad Falchuk és Ian Brennan rendez. A sorozatindító részt 2009. május 19-én láthatta az amerikai közönség, majd szeptember 9-étől a többi részt. A csatorna eredetileg tizenhárom epizódot rendelt meg a sorozatból, majd szeptember 21-én még kilenc epizódot rendelt utána. Ezt a kilenc részt 2010. április 13. és június 8. között vetítették, amikor is bemutatták az évad záróepizódját. A sorozatból később berendelték mind a második, mind a harmadik évadját.
A sorozat egy kitalált középiskolában játszódik (William McKinley High School) az Ohio állambeli Limában. A történet középpontjában egy iskolai kóruscsapat (glee club) áll. William Schuester (Matthew Morrison) átveszi a kórus irányítását, mivel a korábbi tanárt (Stephen Tobolowsky) kirúgták, mert helytelenül viselkedett az iskola fiú tanulóival. Will elhatározza, hogy a megtépázott hírnevű csapatot újra régi fényében állítja vissza. Miközben feleségével Terrivel (Jessalyn Gilsig) él, gyengéd érzelmek fűzik az iskola egyik munkatársához, Emmához (Jayma Mays). Megpróbálja elhárítani a pomponlányok edzőjének, Sue Sylvesternek (Jane Lynch) támadásait, akinek feltett szándéka a kórus megsemmisítése.

## Évados áttekintés
| Évad | Évad | Részek száma | Részek száma | Eredeti sugárzás     | Eredeti sugárzás  | Magyar sugárzás     | Magyar sugárzás   |
| Évad | Évad | Részek száma | Részek száma | Évadbemutató         | Évadzáró          | Évadbemutató        | Évadzáró          |
| ---- | ---- | ------------ | ------------ | -------------------- | ----------------- | ------------------- | ----------------- |
|      | 1.   | 22           | 22           | 2009. május 19.      | 2010. június 8.   | 2010. augusztus 28. | 2011. január 15.  |
|      | 2.   | 22           | 22           | 2010. szeptember 21. | 2011. május 24.   | 2014. június 23.    | 2014. július 22.  |
|      | 3.   | 22           | 22           | 2011. szeptember 20. | 2012. május 22.   | 2015. október 3.    | 2016. március 19. |
|      | 4.   | 22           | 22           | 2012. szeptember 13. | 2013. május 9.    | 2016. augusztus 5.  | 2016. október 15. |
|      | 5.   | 20           | 20           | 2013. szeptember 26. | 2014. május 13.   | n. a.               | n. a.             |
|      | 6.   | 13           | 13           | 2015. január 9.      | 2015. március 20. | n. a.               | n. a.             |

## Első évad: 2009–2010
Minden fiatal elképzelte már magát rock- vagy popsztárnak. Csak az odáig vezető utat nehéz végigjárni, főleg, ha az egy iskolai kórusban való részvételt is jelent. A William McKinley Gimnáziumban megüresedik a Glee Klub, az iskolai kórus vezetői posztja. A fiatal spanyoltanár, Will jelentkezik a helyre. Új diákokat toboroz, és eltökélt szándéka, hogy visszaadja a kórus egykori fényét.
| Sor. | Év. | Cím                                     | Rendező             | Író                                  | Premier                                   | Nézettség             |
| --- | --- | --------------------------------------- | ------------------- | ------------------------------------ | ----------------------------------------- | --------------------- |
| 1. | 1.  | Minden kezdet nehéz (Pilot)             | Ryan Murphy         | Ryan Murphy Brad Falchuk Ian Brennan | 2009. május 19. 2010. augusztus 28.       | 9,62 millió 377 ezer  |
| Will Schuester, a McKinley Középiskola spanyoltanára megpróbálja megmenteni az iskola kórusát, melynek egykor ő is tagja volt. A tanári karban nem mindenki lelkesedik a kórus új vezetőjéért. Azonban Emma, az iskola csinos életvezetési tanácsadója boldog, sőt felajánlja, hogy a csapat kísérőtanára lesz. Will persze nem is sejti, hogy a válogatás milyen megpróbáltató. A Glee Klub Schuester szívügye, de ő egyedül kevés a kórus megmeneküléséhez; szüksége lenne néhány jó hangú diákra is. A sok jelentkező kiszűrése után már csak azt kell elérnie, hogy az iskola egyik legjobb sportolója, az aranytorkú Finn is belépjen a Glee Klubba. |     |                                         |                     |                                      |                                           |                       |
| 2. | 2.  | Szerelem a láthatáron! (Showmance)      | Ryan Murphy         | Ryan Murphy Brad Falchuk Ian Brennan | 2009. szeptember 9. 2010. augusztus 28.   | 7,30 millió 469 ezer  |
| A Glee Klub arra készül, hogy az egész iskola előtt fellépjen. A leégés garantált, hiszen egy régi diszkószámot adnak elő. De a cél a fontos, ami nem más, mint felkelteni a diákok érdeklődését és rábírni őket arra, hogy lépjenek be a kórusba. A kerületi versenyre ugyanis csak tizenkét fős csapatok nevezhetnek. Persze az iskolai fellépés nem úgy sikerül, ahogy Will eltervezte, és ezzel magára haragítja Sue-t. Quinn és két barátnője jelentkezik a Glee Klubba. |     |                                         |                     |                                      |                                           |                       |
| 3. | 3.  | Összeáll a banda (Acafellas)            | John Scott          | Ryan Murphy                          | 2009. szeptember 16. 2010. szeptember 4.  | 6,64 millió 340 ezer  |
| Will boldog, hogy apa lesz, még szüleivel is megosztja a nagy hírt. Miután Rachel megsérti, tanártársaival zenekart alapít Acapalik néven. Rachel felveti, hogy koreográfusnak kérjék fel Dakota Stanley-t, aki épp a legnagyobb ellenfelüket, a Vocal Adrenaline-t készíti fel. Terri titokban kétségbeesetten próbálkozik teherbe esni, de sikertelenül. Miután két Acapalik-tag is kiesik a fiúcsapatból, Puck és Finn jelentkeznek az üres helyekre, és Josh Groban előtt adnak elő. |     |                                         |                     |                                      |                                           |                       |
| 4. | 4.  | Próba vagy edzés (Preggers)             | Brad Falchuk        | Brad Falchuk                         | 2009. szeptember 23. 2010. szeptember 11. | 6,63 millió 404 ezer  |
| Kurt apja rajtakapja a fiát, amint két barátnőjével női dresszben táncol. Az egyik lány azt hazudja, hogy Kurt a focicsapat miatt edz, ahová nemrég felvették. Kurt segítséget kér Finntől: szeretne részt venni egy próbaedzésen. Terri elárulja Kendrának, hogy valójában nem is vár gyereket. Finn döbbenten értesül arról, hogy Quinn gyereket vár tőle. A próbaedzésen mindenkit nagy meglepetés ér: Kurt, sajátos koreográfiája ellenére, zseniális góllövő. |     |                                         |                     |                                      |                                           |                       |
| 5. | 5.  | Trükkös sztár (The Rhodes Not Taken)    | John Scott          | Ian Brennan                          | 2009. szeptember 30. 2010. szeptember 18. | 7,40 millió 395 ezer  |
| Egy véletlen folytán Will fantasztikus ötlettel áll elő: hogy pótolja Rachelt, felkeresi a Glee Klub egykori csodás hangú énekesnőjét, a mára már kissé lecsúszott színésznőt, April Rhodest (Kristin Chenoweth). Meggyőzi a nőt, hogy mivel annak idején nem fejezte be az iskolát, tagja lehet a Glee Klubnak, sőt az ő segítségével le is érettségizhet. April jelenléte azonban nem várt gondokat okoz az iskolában és a klubban egyaránt: flörtöl a fiúkkal, lopási trükkökre tanítja a lányokat, és elég gyakran felönt a garatra. Annak ellenére, hogy megkapta a Kabaré főszerepét, Rachel egyre boldogtalanabb. A csapat tudomást szerez Quinn terhességéről – utoljára Rachel tudja meg, aki, miután randevúzott és csókolózott Finnel, úgy dönt, visszatér a Glee-be. |     |                                         |                     |                                      |                                           |                       |
| 6. | 6.  | A csodaszer (Vitamin D)                 | Elodie Keene        | Ryan Murphy                          | 2009. október 7. 2010. szeptember 25.     | 7,28 millió 431 ezer  |
| Will úgy érzi, hogy a diákok önelégültek lettek és ellustultak. Emmával szövetkezve kitalálják, hogy a fiúk versenyezzenek a lányok ellen, és készítsenek egy-egy mixet, teljes koreográfiával, jelmezzel, díszlettel, és akinek az előadása jobb, azzal lépnek majd fel a kerületi döntőben. A bosszúszomjas Sue felkeresi Territ és elmondja neki, hogy Will és Emma között van valami. Férje bánatára Terri jelentkezik az iskolai ápolónői állásra, és közben meggyőzi Quinnt, hogy adja neki örökbe születendő gyermekét. |     |                                         |                     |                                      |                                           |                       |
| 7. | 7.  | Ki a főnök? (Throwdown)                 | Ryan Murphy         | Brad Falchuk                         | 2009. október 14. 2010. október 2.        | 7,65 millió 373 ezer  |
| Sue és Will társvezetése a Glee Klubban nem éppen zökkenőmentes. Mindketten megpróbálják megnyerni maguknak a diákokat – a saját módszereikkel. Ez abban csúcsosodik ki, hogy kettéosztják és egymás ellen versenyeztetik a klubtagokat. Will elkíséri Quinnt és Finnt a tízhetes ultrahangra, és ott döbben rá, hogy a saját gyermeke növekedéséről igen kevés információja van. Mivel Will ragaszkodik ahhoz, hogy a következő időpontban ő is elmenjen Terrivel az orvoshoz, Terri és Kendra megzsarolja Terri orvosát, hogy bebizonyítsák a terhességét. Rachel megpróbálja megelőzni, hogy Quinn terhessége kitudódjon, hogy így megvédje Finnt. Sue megfenyegeti Willt, hogy ha kell, akár ki is rúgatja, de nyerni fog. |     |                                         |                     |                                      |                                           |                       |
| 8. | 8.  | Jótanácsok házasulandóknak (Mash-Up)    | Elodie Keene        | Ian Brennan                          | 2009. október 21. 2010. október 9.        | 7,15 millió 378 ezer  |
| Mióta kiderült, hogy Quinn gyereket vár Finntől, a gimi egykori álompárjának élete kész pokol lett. Sokan piszkálják őket, főleg Finn focis társai, akik megkérdőjelezik döntési képességeit, sőt még a férfiasságát is. Az esküvőre készülő Emma és Ken nem tudják eldönteni, milyen zene szóljon az esküvőn. Will nászajándékul azt is elvállalja, hogy táncleckéket ad Emmának. Quinn és Finn Emmától kér népszerűségi tanácsokat. Rachel és Puck egy álom miatt közelebb kerülnek egymáshoz, de Rachel bevallja, csak azért fogadta Puck közeledését, mert abban reménykedett, hogy Finn féltékeny lesz. Puck is beismeri, hogy azért lépett be a Glee Klubba, hogy Quinn közelében lehessen. Sue randevúra megy Roddal… |     |                                         |                     |                                      |                                           |                       |
| 9. | 9.  | Sütik és kerekek (Wheels)               | Paris Barclay       | Ryan Murphy                          | 2009. november 11. 2010. október 16.      | 7,53 millió 450 ezer  |
| Az iskola nem vállalja, hogy kibérelje azt a buszt, amivel Artie-t és a kerekes székét elszállítanák a körzeti döntőre, így Will elhatározza, hogy sütiárusítással keresik meg a buszbérlés árát. Mivel úgy érzi, nem sok együttérzést tapasztal a klubtagoktól, bevezeti, hogy egy héten át napi három órát tolószékben kell tölteniük. Figginsnek annyira megtetszik az ötlet, hogy a Cheeriost is erre kötelezi. A Glee Klubhoz hasonlóan Sue is kénytelen nyílt meghallgatást tartani Quinn megüresedett helyére, amelyen Will is részt vesz mint felügyelő tanár. A diákok rájönnek, hogy egy kerekes székes szám betanulása nem is olyan egyszerű. |     |                                         |                     |                                      |                                           |                       |
| 10. | 10. | Dalban mondom el (Ballad)               | Brad Falchuk        | Brad Falchuk                         | 2009. november 18. 2010. október 23.      | 7,36 millió 376 ezer  |
| A Glee Klubban az eheti feladat egy ballada eléneklése a párokba osztott diákok számára. Nagy derültséget vált ki, hogy Finn és Kurt a sorsolás során egy pár lettek. Azonban Will nehéz helyzetbe kerül: Rachellel kell duettet énekelnie, aki láthatóan beleszeretett a közös szám alatt. Quinnek egyre inkább nehezére esik titkolni állapotát a szülei előtt. Édesapja, Russell meghívja vacsorára Finnt, azonban a kellemesnek induló este rémálomba torkollik, amikor Finn egy balladával mondja el a szülőknek, hogy a lányuk gyereket vár tőle. Rachel szerelme egyre vadabb magasságokba szárnyal: elmegy Willékhez, és Terri helyeslésével nekiáll kitakarítani a lakásukat. Will Emmától kér tanácsot… |     |                                         |                     |                                      |                                           |                       |
| 11. | 11. | Elterelő hadművelet (Hairography)       | Bill D'Elia         | Ian Brennan                          | 2009. november 25. 2010. október 30.      | 6,10 millió 522 ezer  |
| Will arra gyanakszik, hogy Sue kiszivárogtatja a Glee Klub körzeti döntős számlistáját az ellenfeleiknek. Hogy ezt kiderítse, felfedező körútra megy a két versenytárs, a Jane Addams Akadémia és a Haverbrooki Siketek Iskolája felkészítő tanáraihoz (Eve és Michael Hitchcock). Amikor meghallja a két kórust énekelni, némileg megijed, mert a saját számuk, egy mash-up kissé kaotikusnak tűnik. Quinn még mindig nem tudja eldönteni, mi legyen a kisbabával. Úgy érzi, nem biztos, hogy Finnel vállalna egy gyereket. Szeretné elterelni Finn figyelmét magáról, ezért úgy dönt, hogy Kurt segítségével bombanőt farag Rachelből. Terri egyre tarthatatlanabbnak érzi a helyzetet, és úgy határoz, figyelemelterelésként autót vesz Willnek. |     |                                         |                     |                                      |                                           |                       |
| 12. | 12. | Társ-vadászat (Mattress)                | Elodie Keene        | Ryan Murphy                          | 2009. december 2. 2010. november 13.      | 8,14 millió 487 ezer  |
| Sue mesterkedéseinek köszönhetően a McKinley gimi évkönyve, az Égzengés nem fogja szerepeltetni a kórustagok fotóját, mivel azt minden évben vandál módon összefirkálják vagy kitépkedik. Will mindent megtesz, hogy a Glee mégis bekerüljön az évkönyvbe, de nem sejti, hogy a klubtagok szeretnének kimaradni belőle. Will végül kiharcolja, hogy két klubtag rajta lehessen a képen, az eminens Rachelen kívül azonban senki nem akar rajta lenni, így a lány elszánt társ-vadászatra indul. |     |                                         |                     |                                      |                                           |                       |
| 13. | 13. | Az első ütközet (Sectionals)            | Brad Falchuk        | Brad Falchuk                         | 2009. december 9. 2010. november 20.      | 8,13 millió 492 ezer  |
| Rachel arra gyanakszik, hogy Quinn és Puck között több van mint barátság. Mivel Mercedes már elmondta a többi klubtagnak, hogy Puck a baba apja, ők megpróbálják a tényt eltitkolni Rachel elől, nehogy elárulja Finnek. Emma felajánlja, hogy eltolja az esküvőjét egy pár órával, így Will helyetteseként el tudja kísérni a Glee Klubot a körzetire. Mivel Will kizárta magát a versenyből, nem segíthet a gyerekeknek az előadandó számok listája ügyében sem. Rachel nem bírja ki, és elmondja Finnek az igazat Quinn terhességéről, aki dühében otthagyja a kórust. A versenyen a Glee tagjai elhűlve tapasztalják, hogy ellenfeleik az ő számaikat adja elő. |     |                                         |                     |                                      |                                           |                       |
| 14. | 14. | Mindenki mással csinálja (Hell-O)       | Brad Falchuk        | Ian Brennan                          | 2010. április 13. 2010. november 27.      | 13,66 millió 508 ezer |
| Sue megzsarolja Figginst, hogy helyeztesse vissza őt az iskolába és a Cheerios csapat élére. Will döbbenten veszi tudomásul a történeteket, de mikor békejobbot nyújt, Sue az arcába vágja: addig nem nyugszik, amíg ki nem rúgatja. Rachel és Finn kapcsolata nem zökkenőmentes; Finn úgy érzi, Rachel túlságosan rátelepszik. Will és Emma randevút beszélnek meg Will lakására. Rachel megismerkedik legnagyobb ellenfelük, a Vocal Adrenaline vezető énekesével, Jessie St. Jamesszel, és kölcsönös vonzalom alakul ki közöttük. Sue tanácsára Santana és Brittany randevúra hívja Finnt, hogy Rachel kiboruljon és otthagyja a kórust. Will ellátogat a Vocal Adrenaline próbájára, és megismerkedik a kórusvezetővel, a csinos Shelbyvel (Idina Menzel), akivel végül a lakásán kötnek ki.                                                                                            |     |                                         |                     |                                      |                                           |                       |
| 15. | 15. | Madonna hatalma (The Power of Madonna)  | Ryan Murphy         | Ryan Murphy                          | 2010. április 20. 2010. december 4.       | 12,98 millió 423 ezer |
| Sue elhatározza, hogy főhajtásként régi nagy kedvence és példaképe, Madonna előtt, a Cheerios egy különleges számmal fog előállni. Will az előadást látva úgy dönt, hogy a Glee klub eheti feladata egy Madonna szám feldolgozása lesz. Jessie szeretné rávenni Rachelt, hogy feküdjön le vele, de a lány még nem érzi úgy, hogy készen áll erre. Emma és Will összefog, hogy a Glee lánytagjainak kissé megnövelje az önbizalmát. Santana felajánlja Finnek, hogy megszabadítja őt a szüzességétől. Kurt és Mercedes készít egy Madonna videóklipet, amiben az igazi meglepetés a vendégszereplő személye. Emma, a Madonna számoktól felbátorodva, azt mondja Willnek, hogy készen áll rá, hogy az övé legyen. |     |                                         |                     |                                      |                                           |                       |
| 16. | 16. | Otthon, édes otthon (Home)              | Paris Barclay       | Brad Falchuk                         | 2010. április 27. 2010. december 11.      | 12,18 millió 454 ezer |
| Sue a Cheerioshoz frissen csatlakozott Mercedest kemény megpróbáltatás elé állítja: ha nem fogy le egy hét alatt öt kilót, kirúgja a csapatból. Az edzőnő jó benyomást akar tenni az újságíró Tracy Pendergrassra, aki hamarosan cikket ír róla, és azt akarja, hogy a Cheerios a csúcsformáját hozza. Will ismét összeütközésbe kerül Sue-val, aki egész hétre lefoglaltatta a nagytermet, így a kórus nem tud hol gyakorolni. A próbatermet kereső Will betéved egy görkoris diszkóba, ahol összefut April Rhodesszal, aki felajánlja, hogy ingyen próbálhatnak a diszkóban – April most egy gazdag, idős bártulajdonos szeretője, és a diszkó tulajdonosa. Azonban mikor April megjelenik Will lakásán, hogy ne legyen olyan magányos, Willnek kétségei támadnak, jó ötlet volt-e ismét belevonni egykori szerelmét a klub ügyeibe.                                                      |     |                                         |                     |                                      |                                           |                       |
| 17. | 17. | Hírnév (Bad Reputation)                 | Elodie Keene        | Ian Brennan                          | 2010. május 4. 2010. december 18.         | 11,62 millió 337 ezer |
| Kurt ellop Sue irodai fiókjából egy videót, amin Sue a musicalsztár Olivia Newton-John Physical című számára táncol. Miután a klubtagok kiszórakozták magukat, Finn felteszi a netre, így Sue kellemetlen hírnévre tesz szert. Panasszal fordul Figginshez, ráadásul az igazgató orra alá dug egy listát, mely a Glee klub tagjait sorolja fel, aszerint, hogy ki mennyire dögös. Will megfogadja, hogy utánajár annak, ki készítette a listát és felelősségre vonja. A klubtagok egymást vádolják, senki sem akarja magára vállalni. Sue párkapcsolati tanácsokat osztogat Emmának, aki némileg felbátorodva durván lehordja Willt a tanáriban, kollegáik füle hallatára: megtudta az April Rhodes-os éjszakát és azt is, hogy Will csókolózott a Voall Adrenaline vezetőjével, és kijelenti, hogy szakít vele. Sue-t felhívja maga Olivia Newton-John, aki különleges ajánlattal áll elő. |     |                                         |                     |                                      |                                           |                       |
| 18. | 18. | Hozzáállás kérdése (Laryngitis)         | Alfonso Gomez-Rejon | Ryan Murphy                          | 2010. május 11. 2010. december 18.        | 11,57 millió 405 ezer |
| Puck egy véletlen folytán kénytelen megszabadulni mohawk-frizurájától, ami drámai változást idéz elő az iskolában, és hatalmasat zuhan a népszerűségi indexe. Hogy mentse, ami menthető, felajánlja az éppen népszerű Mercedesnek, hogy járjanak. Kurt úgy érzi, az apja túl sok időt tölt Finnel, őt pedig kihagyja a közös programokból. Rachel leleplezi az éneklésben lazsáló klubtársait – Will felelősségre vonja a kórust, hogy miért nem énekelnek teljes erőbedobással. Rachel a megerőltető éneklések hatására elveszíti a hangját és komolyan megbetegszik. Miután kiöntötte a lelkét Sue-nak, Kurt megpróbál úgy viselkedni, ahogy egy apa azt a fiától elvárná: fiús ruhát ölt, érdeklődik a sport iránt, és járni kezd Brittanyval. |     |                                         |                     |                                      |                                           |                       |
| 19. | 19. | Álmodj tovább! (Dream On)               | Joss Whedon         | Brad Falchuk                         | 2010. május 18. 2011. január 8.           | 11,59 millió 465 ezer |
| Az iskolai bizottságnak új tagja van: Will régi riválisa, Bryan Ryan (Neil Patrick Harris). Ryan feladata kiértékelni a Glee klub és Will munkásságát, értékelésétől függ a kórus léte is. Mikor Jessie visszajön a Glee-be, kibékül Rachellel, és ráveszi a lányt: kezdjen el nyomozni az anyja után. Kiderül, hogy Bryan saját régi, kórusos sikerei után vágyakozik, ezért Will magával viszi egy musical válogatására. Amikor azonban Will kapja meg a musical főszerepét, Bryan kijelenti, hogy megszünteti a klubot. |     |                                         |                     |                                      |                                           |                       |
| 20. | 20. | Lady Gaga (Theatricality)               | Murphy              | Ryan Murphy                          | 2010. május 25. 2011. január 8.           | 11,49 millió 486 ezer |
| Figgins kártékonynak tartja azt az öltözködési stílust, amit Tina képvisel, ezért megfenyegeti: ha nem talál magának kevéssé kihívóbb öltözetet, felfüggeszti. Kurt apja megkéri Finn anyját, hogy költözzenek hozzájuk. Az ötletnek egyedül Finn nem örül, akit egyre kellemetlenebbül érint, hogy Kurt is a családjához fog tartozni. Rachel kideríti, hogy a Vocal Adrenaline Lady Gaga-számmal fog előállni. Will szerint Lady Gagával két legyet ütnek egy csapásra: remek szám kerül a repertoárjukba és Tinának is kereshetnek új stílust. A fiúk tiltakoznak Lady Gaga ellen, így egy Kiss-produkcióval állhatnak elő. |     |                                         |                     |                                      |                                           |                       |
| 21. | 21. | Visszavágó (Funk)                       | Elodie Keene        | Ian Brennan                          | 2010. június 1. 2011. január 15.          | 8,99 millió 344 ezer  |
| Jesse visszamegy a Carmel gimibe, ami alaposan megijeszti a kórus tagjait. A vokálosok vécépapírral dekorálják ki a Glee próbatermét, ám gyerekes diákcsínyüket Puck és Finn komolyabban torolja meg: kilyukasztják a vokálosok autóinak kerekeit, így a kirúgás veszélye fenyegeti őket. Végül megegyeznek Shelbyvel, hogy megtérítik az okozott kárt, ehhez viszont dolgozniuk kell. Kimondják Terri és Will válását, közben közeledik az Országos Pomponlány Bajnokság, és Will úgy dönt, visszavág Sue-nak mindazért a bosszúságért, amit egész évben okozott neki. |     |                                         |                     |                                      |                                           |                       |
| 22. | 22. | Csillag születik (Journey to Regionals) | Brad Falchuk        | Brad Falchuk                         | 2010. június 8. 2011. január 15.          | 10,92 millió 482 ezer |
| Amikor kiderül, hogy Sue is a kerületi verseny zsűritagjai között van, a Glee klubban kitör az általános riadalom. Még Will is úgy érzi: nincs esélyük nyerni vagy helyezést elérni, márpedig akkor Figgins megszünteti a klubot. Will Emmától kér tanácsot, aki azt javasolja, hogy ne adja fel a harcot. A kerületin az első szám fergeteges sikere után Quinnt az anyja keresi fel, aki elhagyta az apját. Sue komoly összetűzésbe keveredik a többi zsűritaggal, és végül arra szavaz, hogy a Glee klub nyerjen. |     |                                         |                     |                                      |                                           |                       |

## Második évad: 2010–2011
| Sor. | Év. | Cím                                                 | Rendező             | Író                                                             | Premier                               | Nézettség    |
| --- | --- | --------------------------------------------------- | ------------------- | --------------------------------------------------------------- | ------------------------------------- | ------------ |
| 23. | 1.  | A meghallgatás (Audition)                           | Brad Falchuk        | Ian Brennan                                                     | 2010. szeptember 21. 2014. június 23. | 12,45 millió |
| Will és Sue is szembesülnek egy költségvetési megvonással, ezért Finn és Rachel megpróbálnak új tagokat toborozni a New Directionsbe. Eközben a foci csapat az Shannon Beiste-hez, új edzőnőhöz próbál igazodni, aki ideiglenesen kirúgja Finnt a csapatból. Quinn átveszi Santana helyét, így ő lesz a pomponlányok csapatkapitánya, Tina és Mike pedig elkezdenek járni. Vendégszerepel Charice egy Fülöp-szigeteki cserediákként.                                                                                         |     |                                                     |                     |                                                                 |                                       |              |
| 24. | 2.  | Britney és Brittany (Britney/Brittany)              | Ryan Murphy         | Ryan Murphy                                                     | 2010. szeptember 28. 2014. június 24. | 13,51 millió |
| A New Directions egy Britney Spears dalt akar előadni a Hazafutási Gyűlésen, de Will vonakodik tőle. Ezután Brittany, Santana, Rachel, és Artie mind elmennek Emma új barátjának, Carl fogorvosi rendelőjébe, hogy megtisztíttassák a fogukat, és mindannyian Britney Spears fantáziákat látnak, miután altatógázt kapnak. Artie belép a futballcsapatba. |     |                                                     |                     |                                                                 |                                       |              |
| 25. | 3.  | Hívők és hitetlenek (Grilled Cheesus)               | Alfonso Gomez-Rejon | Brad Falchuk                                                    | 2010. október 5. 2014. június 25.     | 11,20 millió |
| Miután a sajtos melegszendvicsére Jézus képe ráég a pirítóban, Finn hinni kezd annak erejében. Emiatt a gyerekek beszélnek a vallásról és annak személyenkénti jelentőségéről. Kurt apja eközben, Burt szívrohamot szenved el és eszméletét veszti. Sue megkérdőjelezi a saját hitét és beszél Istenről a testvérével, Jeannel. |     |                                                     |                     |                                                                 |                                       |              |
| 26. | 4.  | Duettek (Duets)                                     | Eric Stoltz         | Ian Brennan                                                     | 2010. október 12. 2014. június 26.    | 11,36 millió |
| Puck a fiatalok börtönébe megy, és a New Directions köszönti új tagjukat, Sam-et. Will duettversenyt ad feladatul a hétre. Finn és Rachel ejtik a versenyt, hogy Sam érezze, hogy befogadják. A szerelmi háromszög Artie, Tina, és Mike között tovább fejlődik, Santana és Brittany kapcsolata pedig szünetel. |     |                                                     |                     |                                                                 |                                       |              |
| 27. | 5.  | Rocky Horror Glee-show (The Rocky Horror Glee Show) | Adam Shankman       | Történet: Ryan Murphy & Tim Wollaston Forgatókönyv: Ryan Murphy | 2010. október 26. 2014. június 27.    | 11,76 millió |
| Miután Will megtudja, hogy Emma újonnan imádja a Rocky Horror Picture Show-t, a kórusvezető hirtelen eldönti, hogy a kórus a zenés filmből fog egy cenzúrázott változatot előadni iskolai darabként. A problémák egymás hátán gyülekeznek, beleértve, hogy Sue is beszáll a produkcióba, hogy leadjon egy kritikát a tévében a határokat átlépő kórusról. A New Directions végül kiszáll az előadásból és maguknak adják elő a végső dalt.                                                                                   |     |                                                     |                     |                                                                 |                                       |              |
| 28. | 6.  | Csókolj meg! (Never Been Kissed)                    | Bradley Buecker     | Brad Falchuk                                                    | 2010. november 9. 2014. június 30.    | 10,99 millió |
| Will szétválasztja a csoportot, hogy rendezzen egy újabb mash-up (kevert dal) versenyt. Kurt, Karofsky terrorizálásába belefáradva, a New Directions számára elmegy kémkedni a Dalton Academybe, ahol találkozik Blaine-nel (Darren Criss vendégszereplésében). Blaine bátorítja Kurtöt, hogy álljon ki magáért. Beiste edzőnő megtudja, hogy róla fantáziálnak a fiúk, hogy „ne menjenek el”, így a nő elhatározza, hogy felmond. Puck visszatér és összebarátkozik Artie-val a közszolgálati tevékenységének köszönhetően. |     |                                                     |                     |                                                                 |                                       |              |
| 29. | 7.  | Hatalomátvétel (The Substitute)                     | Ryan Murphy         | Ian Brennan                                                     | 2010. november 16. 2014. július 1.    | 11,70 millió |
| Will megbetegedik, és a helyét a helyettesítő tanár Holly Holliday veszi át (Gwyneth Paltrow vendégszereplésében). Ezalatt Sue átveszi Figgins igazgató helyét, aki szintén megbetegszik, és Sue kihasználja az újdonsült hatalmát. |     |                                                     |                     |                                                                 |                                       |              |
| 30. | 8.  | Háborús övezet (Furt)                               | Carol Banker        | Ryan Murphy                                                     | 2010. november 23. 2014. július 2.    | 10,38 millió |
| Sue náci-vadász anyja, Doris Sylvester (Carol Burnett) ellátogat a lányaihoz, Sue esküvője alkalmából. Finn és Kurt megtudják, hogy a szüleik is összeházasodnak, és az intézkedés kezdetét veszi Karofsky ellen, ami odáig vezet, hogy Kurt elhagyja a McKinley High középiskolát. |     |                                                     |                     |                                                                 |                                       |              |
| 31. | 9.  | Különleges kiképzés (Special Education)             | Paris Barclay       | Brad Falchuk                                                    | 2010. november 30. 2014. július 3.    | 11,68 millió |
| A New Directions, a Warblers és a Hipsters megmérkőzik a válogatón, és nem várt eredmények születnek. Carl és Emma románca egy új szinttel emelkedik Will nemtetszésére. |     |                                                     |                     |                                                                 |                                       |              |
| 32. | 10. | Karácsony Sue-val! (A Very Glee Christmas)          | Alfonso Gomez-Rejon | Ian Brennan                                                     | 2010. december 7. 2014. július 4.     | 11,07 millió |
| A tanári kar angyalkázik, azaz mindenki húz egy nevet, és ajándékot vesznek egymásnak, de Sue mindent a maga hasznára fordít. Eközben Finn eldönti, hogy feltölti egy kis ünnepi hangulattal az iskolát, valamint Artie megtudja Brittany még mindig hisz a Mikulásban. |     |                                                     |                     |                                                                 |                                       |              |
| 33. | 11. | Bombasiker (The Sue Sylvester Shuffle)              | Brad Falchuk        | Ian Brennan                                                     | 2011. február 6. 2014. július 7.      | 26,80 millió |
| Egy helyi futball bajnokság félidejében elhangzik Michael Jackson "Thriller"-je keverve egy másik dallal. Will és Beiste edzőnő kitervelik, hogy összeteszik a folyton háborúskodó futball csapatot és a kórust, Sue pedig mindent megtesz, hogy újra megnyerje az országos bajnokságot. |     |                                                     |                     |                                                                 |                                       |              |
| 34. | 12. | Idétlen szerelmes dalok (Silly Love Songs)          | Tate Donovan        | Ryan Murphy                                                     | 2011. február 8. 2014. július 8.      | 11,58 millió |
| Will azt a feladatot adja a kórusnak, hogy Valentin nap alkalmából szerelmes dalokat adjanak elő. A kórus emellett felállít egy csókstandot az eseményre. Ezalatt Blaine és a Dalton Academy-s Warblers előadnak egy dalt egy ruha üzletben. |     |                                                     |                     |                                                                 |                                       |              |
| 35. | 13. | Sue újra a régi (Comeback)                          | Bradley Buecker     | Ryan Murphy                                                     | 2011. február 15. 2014. július 9.     | 10,53 millió |
| Rachel megpróbál visszakerülni a gimi közösségi központjába Brittany segítségével; Sam alakít egy bandát egy előadó tiszteletére. |     |                                                     |                     |                                                                 |                                       |              |
| 36. | 14. | Miszter alkohol (Blame It on the Alcohol)           | Eric Stoltz         | Ian Brennan                                                     | 2011. február 22. 2014. július 10.    | 10,58 millió |
| Figgins igazgató felhívja a tantestület figyelmét a fiatalkorúak ivászat veszélyeire, Rachel pedig bulit rendez, és a dolgok igazán felhevülnek, amikor a többiek üvegezős játékot játszanak. |     |                                                     |                     |                                                                 |                                       |              |
| 37. | 15. | Csak szexi és más semmi (Sexy)                      | Ryan Murphy         | Brad Falchuk                                                    | 2011. március 8. 2014. július 11.     | 11,92 millió |
| Amikor a szabad szellemű helyettes tanár, Holly Holliday betölti a hiányzó szexuális felvilágosító tanár állását, egyesíti erejét Mr. Schuesterrel, hogy megtanítsa a New Directions tagjait az élet tényeire. Ezalatt Emma a Cölibátus Klub elnöke lesz, és ő és Dr. Carl néhány személyes problémát is megtapasztalnak a személyes életükben. |     |                                                     |                     |                                                                 |                                       |              |
| 38. | 16. | A legeredetibb dal (Original Song)                  | Bradley Buecker     | Ryan Murphy                                                     | 2011. március 15. 2014. július 14.    | 10,80 millió |
| A New Directions szembeszáll a Dalton Academy Warblersszel és az Aural Intensityvel a kerületi döntőn, ahol Kathy Griffin és Loretta Devine vendégszerepelnek, mint zsűrik. Blaine végre bevallja a szerelmét Kurt iránt, és járni kezdenek. |     |                                                     |                     |                                                                 |                                       |              |
| 39. | 17. | Mellőzöttek éjszakája (A Night of Neglect)          | Carol Banker        | Ian Brannan                                                     | 2011. április 19. 2014. július 15.    | 9,80 millió  |
| A kórus mellőzött, alulértékelt előadók dalait énekli, hogy pénzt gyűjtsön Artie, Mike, Tina, és Brittany klubjának, a Középiskolai Tízpróba bajnokságára. Amikor Sue megtudja, hogy a New Directions jótékonysági koncertet szervez, megpróbálja megállítani őket. Lauren meggyőzi Mercedest, hogy viselkedjen kicsit dívásan, így majd megkap mindent. |     |                                                     |                     |                                                                 |                                       |              |
| 40. | 18. | Ilyennek születtem (Born This Way)                  | Alfonso Gomez-Rejon | Brad Falchuk                                                    | 2011. április 26. 2014. július 16.    | 8.62         |
| Santana megzsarolja Karofskyt azzal, hogy csináljanak egy bántalmazás elleni klubot az iskolában, hogy a lány meggyőzhesse Kurtöt, hogy visszajöjjön a McKinley-be és a New Directionshöz. Lauren Quinn ellen versenyez a bálkirálynői címért, így beleás Quinn múltjába, akiről meglepő múltbéli információk kerülnek napvilágra. Finn táncolás közben véletlen eltöri Rachel orrát, így a kórus minden tagja megpróbálja meggyőzni Rachelt, hogy ne szabassa át az orrát.                                                  |     |                                                     |                     |                                                                 |                                       |              |
| 41. | 19. | Pletykák (Rumours)                                  | Tim Hunter          | Ryan Murphy                                                     | 2011. május 3. 2014. július 17.       | 8.85         |
| Sue újra beindítja az iskolaújságot, és pletykákat nyomat bele róla a kórustagokról, hogy belső viszályokat keltsen. Quinn ultimátumot ad Finnek, hogy vagy a kapcsolatuk, vagy Rachellel való barátsága között válasszon. April Rhodes (Kristin Chenoweth) visszatér az iskolába, hogy meggyőzze Willt, hogy menjen vele a Broadwayre. |     |                                                     |                     |                                                                 |                                       |              |
| 42. | 20. | A bál királynője (Prom Queen)                       | Eric Stoltz         | Ian Brennan                                                     | 2011. május 10. 2014. július 18.      | 9.29         |
| A bálkirálynői koronáért felforrósodik a verseny, és Figgins igazgató megbízza a New Directionst, hogy ők lépjenek fel a bálon. Jesse St. James (Jonathan Groff) visszatér, hogy udvaroljon Rachelnek, feldühítve ezáltal Finnt, és ezzel pedig Quinnt. Eközben Kurt elhatározza, hogy segít Karofskynak megbirkóznia a homoszexualitásával. A bálkirályi- és királynői versenynek érdekes eredménye lesz. |     |                                                     |                     |                                                                 |                                       |              |
| 43. | 21. | Újra együtt (Funeral)                               | Bradley Buecker     | Ryan Murphy                                                     | 2011. május 17. 2014. július 21.      | 8.97         |
| A New Directions egyre közelebb kerül az országos bajnoksághoz, Sue pedig megpróbálja szabotálni a repülésüket. Azonban a kórusnak más dolga is akad: énekelniük kell egy temetésen, ugyanis Sue nővére, Jane eltávozott. Jesse manipulálni akarja Willt, és azzá tenni a kórust, amivé ő akarja, és csak Rachelt akarja boldoggá tenni a módszereivel. Finn szakít Quinnel a Rachel iránt érzett érzelmei miatt. |     |                                                     |                     |                                                                 |                                       |              |
| 44. | 22. | New York, New York (New York)                       | Brad Falchuk        | Brad Falchuk                                                    | 2011. május 24. 2014. július 22.      | 11.80        |
| A New Directions New York felé veszi az irányt, hogy versenyezzenek az Országos Show Kórus Bajnokságon, és újra szembeszálljanak a Vocal Adrenaline-nal, és megcsodáljanak sok látnivalót. Will arra készül, hogy a Broadwayre menjen Aprillel, de ezt eltitkolja a gyerekek elől. Kurt segít Rachelnek, aki a Finnel való jövőjéért aggódik. |     |                                                     |                     |                                                                 |                                       |              |

## Harmadik évad: 2011–2012
| Sor. | Év. | Cím                                               | Rendező             | Író                    | Premier                                | Nézettség   |
| --- | --- | ------------------------------------------------- | ------------------- | ---------------------- | -------------------------------------- | ----------- |
| 45. | 1.  | A lila zongora projekt (The Purple Piano Project) | Eric Stoltz         | Brad Falchuk           | 2011. szeptember 20. 2015. október 3.  | 9,21 millió |
| A kórus létszáma lecsökkent tízre, így Will ismét azzal bízza meg a tagokat, hogy toborozzanak több embert. Sue a kongresszusba akar bekerülni, és el akarja töröltetni az összes művészeti foglalkozást és órát az iskolában, és arra utasítja a pomponlányok két társkapitányát, Santanát és Beckyt, hogy szabotálják a kórus által használt zongorákat. Blaine átiratkozik a McKinley gimibe, hogy Kurttel lehessen, majd csatlakozik a New Directionshez is. Rachel és Kurt ballagás utáni New Yorkos tervei hanyatlani látszanak. |     |                                                   |                     |                        |                                        |             |
| 46. | 2.  | Én, az unikornis (I Am Unicorn)                   | Brad Falchuk        | Ryan Murphy            | 2011. szeptember 27. 2015. október 10. | 8,60 millió |
| Will edzőtábort hirdet a kórus néhány tagjának, hogy a táncukon javítsanak. Megkezdődnek a meghallgatások az iskolai musical, a West Side Story szerepeire. Sue felhasználja Quinnt egy művészetellenes reklámban a kongresszusi kampány részeként. Shelby Corcorant felbérlik, aki új kórust kezd, azonban most a MicKinley falai között tevékenykedik, és az örökbefogadott lánya szüleivel, Quinnel és Puckkal beszél. Kurt kampányba kezd, hogy ő legyen a végzős osztályelnök. |     |                                                   |                     |                        |                                        |             |
| 47. | 3.  | Ázsiai egyes (Asian F)                            | Alfonso Gomez-Rejon | Ian Brennan            | 2011. október 4. 2015. október 17.     | 8,42 millió |
| Miután Mike Chang "5-ös alá"-t (ami egy ázsiai 1-es) kap a kémia dolgozatára, az apja ki akarja őt venni a kórusból. Mike ehelyett meghallgatásra megy a West Side Story egyik szerepéért. Mercedes is jelentkezik, de elutasítja a szerepet, amikor kiderül, hogy Maria szerepét ő és Rachel közösen kapták, és egyenlően fognak benne játszani, egyik alkalommal ő, másik alkalommal pedig Rachel. Mercedes továbbá kilép a New Directionsből, és csatlakozik Shelby rivális kórusához. Brittany kampánya az egeket rengeti, és Rachel is jelölt lesz, ezzel felbosszantva a másik jelöltek, Kurtöt. Emma szülei látogatóba jönnek, és a viselkedésük és saját lányuk megszégyenítése miatt Emma kényszerbetegsége visszaesést produkál. A musical szereplőlistáját kifüggesztik. |     |                                                   |                     |                        |                                        |             |
| 48. | 4.  | A kobold (Pot o' Gold)                            | Adam Shankman       | Ali Adler              | 2010. november 1. 2015. október 31.    | 7,47 millió |
| Az ír cserediák, Rory Flanagan megérkezik az iskolába, és Brittanyék házában lakik, aki azt hiszi a fiúról, hogy egy manó. Mercedes új tagokat toboroz Shelby új kórusába, és sikerül átcsábítania Santanát és Brittanyt, akik már hivatalosan is járnak. Sue új versenytársat szerez a kongresszusi kampányban Kurt apja, Burt személyében. Rory csatlakozik a New Directionshez. |     |                                                   |                     |                        |                                        |             |
| 49. | 5.  | Az első alkalom (The First Time)                  | Bradley Buecker     | Roberto Aguirre-Sacasa | 2011. november 8. 2015. november 7.    | 6,91 millió |
| Az iskolai musical, a West Side Story próbája és előadása zajlik, aminek a főrendezője Artie. Mike összeveszik az apjával azon, hogy profi táncos akar lenni, és Beiste edzőnő egy új hódolót szerez a főiskolai újonckereső, Cooter Menkins szerepében, aki ösztöndíjat ajánl fel a legjobb focistának. Kurt és Blaine megvitatják, hogy szeretkezzenek-e, ahogy Rachel és Finn is, azonban utóbbi aggódik, hogy beválogatják-e a főiskolai focicsapatba. Az új Dalton Academy-s Warbler, Sebastian Smythe megpróbálja elcsábítani Blaine-t, és elhívja őt és Kurtöt egy melegbárba, ahol Dave Karofsky ad néhány tanácsot Kurtnek. |     |                                                   |                     |                        |                                        |             |
| 50. | 6.  | Fokozzuk a feszültséget! (Mash Off)               | Eric Stoltz         | Michael Hitchcock      | 2011. november 15. 2015. november 14.  | 7,08 millió |
| Sue új kampányt folytat Burt ellen a kongresszusért folyó versenyükben. A kórusvezetők, Will és Shelby barátságos versenyre biztatják a kórusaikat, de Santana nem megy bele a barátkozós részbe, és addig piszkálja Finnt, míg szörnyű eredménye nem lesz. Puck szerelmes lesz Shelbybe, a nő nemtetszésére. A végzős osztályelnökjelöltek beszédet mondanak, és Rachel visszalép, támogatását Kurt mellé helyezve. |     |                                                   |                     |                        |                                        |             |
| 51. | 7.  | Megcsókoltam egy lányt (I Kissed a Girl)          | Tate Donovan        | Matthew Hodgson        | 2011. november 29. 2015. november 21.  | 7,90 millió |
| Az osztályelnökségért folyó verseny a végéhez közeledik, és valaki megpróbálja befolyásolni az eredményeket. Beiste edzőnő megpróbálja visszaszerezni Cootert Sue-tól, és Sue saját választásának napja is elérkezik. Quinn és Puck élete bonyolódik, Santana bevallja másságát a családjának, és egy sokkoló dolog meghiúsítja a New Directions terveit a közelgő válogató versenyen. |     |                                                   |                     |                        |                                        |             |
| 52. | 8.  | Maradj 16 éves! (Hold on to Sixteen)              | Bradley Buecker     | Ross Maxwell           | 2011. december 6. 2015. november 28.   | 7,09 millió |
| Sam Evans visszatér a McKinley gimibe és a New Directionsbe Finn bátorítására, pont időben, hogy részt vegyenek a válogatón, melyet idén a McKinleyben tartanak, s melyen kemény ellenfelek lesznek: az iskola másik kórusa, a Troubletones, valamint a Unitards, élükön Harmonyval. Sebastian másodjára is megpróbálja megkaparintani Blaine-t. |     |                                                   |                     |                        |                                        |             |
| 53. | 9.  | Boldog karácsony (Extraordinary Merry Christmas)  | Matthew Morrison    | Marti Noxon            | 2011. december 13. 2015. december 5.   | 7,13 millió |
| Karácsony van és Sue megígérte a hajléktalanszállón, hogy a kórus is fellép a karácsonyi rendezvényen. Azonban a helyi tévé karácsonyi különkiadását, amit Artie rendez, éppen aznap veszik fel. Finn nehéz helyzetbe kerül, amikor Rachelnek szeretne karácsonyi ajándékot vásárolni. Rory első karácsonyát tölti a családja nélkül és Sam sokat segít neki. |     |                                                   |                     |                        |                                        |             |
| 54. | 10. | Igen vagy nem (Yes/No)                            | Eric Stoltz         | Brad Falchuk           | 2012. január 17. 2015. december 12.    | 7,50 millió |
| Becky elhatározza, hogy Artie-val szeretne járni, és a fiú eleinte úgy tűnik, partnerként tekint rá. Miután Shannon és Cooter titkon összeházasodtak, Emma azon kesereg, hogy Will soha nem fogja elvenni, azonban Will a kórus segítségét a tökéletes lánykérés megszervezéséhez. Finn döbbenetes dolgot tud meg az édesapjáról. |     |                                                   |                     |                        |                                        |             |
| 55. | 11. | Michael (Michael)                                 | Alfonso Gomez-Rejon | Ryan Murphy            | 2012. január 31. 2015. december 19.    |             |
| Finn idegesen várja, mi Rachel válasza a lánykérésre, aki maga sem biztos a dolgában, ezért Quinntől kér tanácsot. A kórustagok patthelyzetben érzik magukat, amikor kiderül, hogy Blaine elpletykálta a Körzetivel kapcsolatos terveiket Sebastiannek. Quinn előfelvételivel bekerül a Yale-re és alig várja, hogy ott lehessen. Blaine komolyan megsérül a kórusok titkos leszámolása során. |     |                                                   |                     |                        |                                        |             |
| 56. | 12. | A spanyoltanár (The Spanish Teacher)              | Paris Barclay       | Ian Brennan            | 2012. február 7. 2016. január 9.       |             |
| Will úgy érzi, jó eséllyel pályázik az iskolában megüresedett, kinevezéses tanári posztra, mert ezzel biztosítva látná Emmával közös jövőjüket - azonban Sue is hasonlóképpen gondolkodik. Mercedes és Kurt megpróbálja lebeszélni Rachelt arról, hogy Finn menyasszonya legyen. A Will által meghívott spanyoltanár, David nem várt sikert arat a kórustagok körében. |     |                                                   |                     |                        |                                        |             |
| 57. | 13. | Szív küldi szívnek (Heart)                        | Brad Falchuk        | Ali Adler              | 2012. február 14. 2016. január 16.     |             |
| Will a legszebb szerelmes dalok felkutatását és eléneklését adja feladatul a kórusnak Valentin napjának hetére. Artie és Rory versengeni kezdenek Sugar kegyeiért. Rachel két édesapja, Hiram és Leroy meglepik a fiatalokat, sőt közös vacsorát szerveznek Burttel és Carollal, ami váratlan meglepetést tartogat. Finn és Rachel bejelentése arról, hogy összeházasodnak, nem arat osztatlan sikert a kórustagok körében. Kurtnek titkos hódolója van. |     |                                                   |                     |                        |                                        |             |
| 58. | 14. | Úton vagyok (On My Way)                           | Bradley Buecker     | Roberto Aguirre-Sacasa | 2012. február 21. 2016. január 23.     |             |
| Sebastian megzsarolja Rachelt: vagy kiszáll a versenyből, vagy kitesz egy inkrimináló, hamis fotót Finnről a netre. Sue elmondja Quinn-nek, hogy gyermeket vár. Miután Karofsky-t nyilvánosan megszégyenítik az öltözőben, majd később az interneten is, a fiú annyira elkeseredik, hogy öngyilkosságot kísérel meg. Rachel és Finn házassági terveit az utolsó pillanatban váratlan esemény zavarja meg. |     |                                                   |                     |                        |                                        |             |
| 59. | 15. | A nagy testvér (Big Brother)                      | Eric Stoltz         | Michael Hitchcock      | 2012. április 10. 2016. január 30.     |             |
| Quinn annak ellenére csodálatosan érzi magát, hogy egy ideig tolókocsiban kell maradnia. Figgins azzal fenyegeti Sue-t, hogy a szinkronúszó-csapat edzőjét, a sikeres Roz Washingtont teszi meg a Cheerios társvezetőjévé, ezért Sue összefog Will-lel, hogy az országos verseny megnyerésével pénzt szerezzen az iskolának. Blaine nem túl boldog, mert hirtelen felbukkant bátyja kisebb forradalmat idéz elő a kórusban. Sue váratlan hírt kap születendő gyermekével kapcsolatban. |     |                                                   |                     |                        |                                        |             |
| 60. | 16. | Szombat esti gáz (Saturday Night Glee-ver)        | Bradley Buecker     | Matthew Hodgson        | 2012. április 17. 2016. február 6.     |             |
| Will a Szombat esti láz című filmmel, illetve a diszkóval kapcsolatos dalokat jelöli ki a kórusnak, aminek a csapat nem igazán örül. Mercedest és Kurtöt megkeresi a Vokál Adrenalin egy tagja, és tanácsot kér tőlük. Will aggódik több végzős kórustag miatt: úgy érzi, nem igazán van jövőképük, nem tudják, mihez kezdjenek az életükkel. |     |                                                   |                     |                        |                                        |             |
| 61. | 17. | Ma éjjel táncolnék (Dance with Somebody)          | Paris Barclay       | Ross Maxwell           | 2012. április 24. 2016. február 13.    |             |
| A kórus Whitney Houston dalaival próbálja átvészelni az utolsó iskolai hetek és a közelgő felvételi miatti nehéz időszakot. Will azt szeretné, ha Emmával nem várnának karácsonyig, hanem már a következő hónapban megtartanák az esküvőt. Quinn és Joe között váratlan érzelmek lobbannak fel. Kurt megismerkedik egy fiúval és üzengetni kezdenek egymással, amit Blaine nagyon rosszul visel. |     |                                                   |                     |                        |                                        |             |
| 62. | 18. | Filmszakadás (Choke)                              | Michael Uppendahl   | Marti Noxon            | 2012. május 1. 2016. február 20.       |             |
| Amikor Beiste edző egy nagy monoklival a szeme alatt közlekedik a folyosón, Santana megjegyzést tesz rá. Azonban Roz Washingtonnak nem tetszik ez a viselkedés, és bár Beiste kijelenti, hogy csupán megütötte magát az edzőteremben, Roz összefog Sue-val, hogy megtanítsák a lányoknak: a családon belüli erőszakot komolyan kell venni. Kurt és Rachel izgatottan készül a felvételire, ahol a félve tisztelt, híres Carmen Tibideaux hallgatja meg őket. |     |                                                   |                     |                        |                                        |             |
| 63. | 19. | Kőkorszaki buli (Prom-asaurus)                    | Eric Stoltz         | Ryan Murphy            | 2012. május 8. 2016. február 27.       |             |
| Miután belesült a meghallgatásba, Rachel úgy érzi, élete egy korszaka lezárult. Mindenki gőzerővel készül a szalagavatóra, azonban Brittany, a diáktanács-elnök meglepő témával áll elő a bálra. Becky nagyon szeretne bálkirálynő lenni, bár Sue szerint ez nem fog sikerülni. Quinn és Finn közösen kampányol a bálra, miközben Quinn titkolja, hogy milyen jól halad a rehabilitációban. Rachel ellen-szalagavató bulit szervez. |     |                                                   |                     |                        |                                        |             |
| 64. | 20. | Egy álom (Props)                                  | Ian Brennan         | Ian Brennan            | 2012. május 15. 2016. március 5.       |             |
| Miután Tina kifakad a próbán, hogy soha nem kap szólót és többen is háttérba szorulnak Rachel Berry miatt, beleesik a szökőkútba és különös álmot él át, ahol a kórustagok egymás szerepét játsszák el. Sue megpróbálja kellékek segítségével feldobni a számokat, amiből Willnek hamar elege lesz. Rachel meghívja Carmen Tibideaux-t az országosra, hogy lássa, hogy mégis hiteles előadóként tud fellépni. |     |                                                   |                     |                        |                                        |             |
| 65. | 21. | Az országos (Nationals)                           | Eric Stoltz         | Ali Adler              | 2012. május 15. 2016. március 12.      |             |
| Az országos verseny előtt Jessie figyelmezteti Rachelt: ne számítson arra, hogy Carmen Tibideaux odautazik, hogy lássa őt. Az utolsó napok felkészülése nem zökkenőmentes: Puck és Sam összeverekszik, Mercedes belázasodik és Quinn járása még mindig nem tökéletes. A nagy megmérettetés végül az Új Irányok és a Vokál Adrenalin között zajlik. |     |                                                   |                     |                        |                                        |             |
| 66. | 22. | A búcsú (Goodbye)                                 | Brad Falchuk        | Brad Falchuk           | 2012. május 22. 2016. március 19.      |             |
| Will az utolsó hétre búcsúval kapcsolatos dalokat ad fel a kórus tagjainak. Santana úgy érzi, ő az egyetlen a végzősök közül, aki nem elégedett a jövőjével, de hamarosan megtudja, hogy ezzel a problémával nincs egyedül. Quinn segít felkészülni Pucknak a nagy vizsgára, amin eldől, érettségizhet-e. Roz Washington felkeresi Sue-t és szövetséget ajánl neki. |     |                                                   |                     |                        |                                        |             |

## Negyedik évad: 2012–2013
| Sor. | Év. | Cím                                                          | Rendező             | Író                            | Premier                                 | Nézettség   |
| --- | --- | ------------------------------------------------------------ | ------------------- | ------------------------------ | --------------------------------------- | ----------- |
| 67. | 1.  | Az új díva (The New Rachel)                                  | Brad Falchuk        | Ryan Murphy                    | 2012. szeptember 13. 2016. augusztus 5. | 7,41 millió |
| Kurt és Rachel távozása után kiéleződik a helyzet a Glee Klubban. Mindenki a szóló szerepére pályázik, miközben Will új felvételit hirdet a megüresedett helyek betöltésére. A kiválasztottak teljesen új irányt adnak, amivel nem ért mindenki egyet, különösen Sue-nak nem tetszik. Rachel New Yorkba költözött, ahol tánctanára, Cassandra kissé durván próbálja ráncba szedni az elsősöket. Megismerkedett egy helyes harmadéves sráccal, Brodyval. Finnről még mindig semmi hír. Kurt - az apja és Blane unszolására - végül szintén New Yorkba utazik. A Glee Klubba új lány érkezik, Marley, akit az előző iskolában a kövér anyukája miatt cikiztek.                    |     |                                                              |                     |                                |                                         |             |
| 68. | 2.  | A titok (Britney 2.0)                                        | Alfonso Gomez-Rejon | Brad Falchuk                   | 2012. szeptember 20. 2016. augusztus 8. | 7,46 millió |
| Rachel eljött a kollégiumból és összeköltözött Kurttel, aki jelentkezett a vouge.com-hoz egy állásra. Brody szeretne összejönni Rachellel, de ő még Finnbe szerelmes, viszont egyre nehezebben viseli, hogy semmit nem tud róla. Brittanyt kirúgták a Cheeriosból, mert leromlott a tanulmányi átlaga, és ez elindítja a lejtőn lefelé. Will és Emma próbálják ápolni a lelkét, végül egyedül Sam fedezi fel a titkát. Jake úgy dönt, hogy mégis belép a Glee Klubba, miután Will bemutatja féltestvérének, Puckermannek. |     |                                                              |                     |                                |                                         |             |
| 69. | 3.  | Két pasi között (Makeover)                                   | Eric Stoltz         | Ian Brennan                    | 2012. szeptember 27. 2016. augusztus 9. | 8,42 millió |
| Kurt megkapta a gyakornoki állást a vouge.com-nál, és becsempészte Rachelt egy kis stílus-átalakításra. Blaine indult a diákönkormányzat elnökválasztásán, Sam lett az alelnöke. Will úgy érezte, hogy fogytán a kreativitása és hosszasan dilemmázott, hogy megpályázzon-e kormányzati állást. Emma támogatná a terveit. |     |                                                              |                     |                                |                                         |             |
| 70. | 4.  | Szakítás (The Break Up)                                      | Alfonso Gomez-Rejon | Ryan Murphy                    | 2012. október 4. 2016. augusztus 10.    | 7,47 millió |
| Finn elmondta Rachelnek, hogy kirúgták a katonaságtól és négy hónapja egy hátizsákkal járja az országot, amire a lány nagyon megbántódott, mert nem értette, miért nem jelentkezett nála Finn. Brittany és Santana megbeszélik, hogy felnőttként kezelik a kapcsolatukat, és megpróbálják elengedni egymást. Kitty zavaros klubot alapít, Hátrahagyottak néven, ami egyáltalán nem növeli a népszerűségét, sőt még Jake is szakít vele. Blaine megcsalta Kurtöt, aki ezt nem tudja megbocsátani. |     |                                                              |                     |                                |                                         |             |
| 71. | 5.  | A szerep, amelyre születtél (The Role You Were Born to Play) | Brad Falchuk        | Michael Hitchcock              | 2012. november 8. 2016. augusztus 11.   | 6,91 millió |
| Artie rábeszéli Finnt, hogy rendezzék együtt a Grease-t, amiben Mercedes és Mike is segít neki. Danny Zuko szerepére Finn talál egy fiút, Rydert, aki reméli, hogy tanulási problémáit a zene és a tánc segít megoldani. Marley megkapja Sandy szerepét, Kitty ezért bosszút forral ellene. Emma bevallja Willnek, hogy nem szeretne Washingtonba menni. |     |                                                              |                     |                                |                                         |             |
| 72. | 6.  | Grease (Glease)                                              | Michael Uppendahl   | Roberto Aguirre-Sacasa         | 2012. november 15. 2016. augusztus 12.  | 7,08 millió |
| Will bejelenti a Glee Klubnak, hogy Washingtonban fog dolgozni három hónapig, és Finn veszi át a Klub vezetését. Sue minden eszközzel meg akarja akadályozni, hogy Wade kapja Rizzo szerepét a Grease-ben. Cassandra javaslatára Rachel és Kurt hazautaznak megnézni az előadást, s Cassandra közben összejön Brodyval. Kurt még mindig nem tud megbocsátani Finnek. A Grease előadásnak óriási a sikere. |     |                                                              |                     |                                |                                         |             |
| 73. | 7.  | Duettek (Dynamic Duets)                                      | Ian Brennan         | Ian Brennan                    | 2012. november 22. 2016. augusztus 15.  | 7,90 millió |
| A Szuperhősök Titkos Társasága rájön, hogy a trillárdások ellopták az országos bajnoki kupát. Az új vezér, Hunter rá akarja venni Blaine-t, hogy menjen vissza a Daltonba, de Samnek sikerül meggyőzni, hogy maradjon. Finn is szuperhős jelmezt ölt, hogy a Glee Klub elfogadja vezetőnek, és végül sikerül összehoznia a csapatot és kibékíteni az ellenségeket. A Klub lázasan készül a selejtezőre. Marley és Jake randiznak, és mivel Rydernek is tetszik Marley, megegyeznek, hogy Ryder kapja a fő táncos szerepét a selejtezőn. |     |                                                              |                     |                                |                                         |             |
| 74. | 8.  | Hálaadás (Thanksgiving)                                      | Bradley Buecker     | Russel Friend & Garrett Lerner | 2012. november 29. 2016. augusztus 16.  | 7,11 millió |
| A tavalyi Glee Klub tagok összegyűlnek, hogy együtt ünnepeljék a hálaadást, és Finn megkéri őket, hogy mentorként segítsenek az újaknak felkészülni a selejtezőre. Santanának feltűnik, hogy Marley nem érzi jól magát, és megsejti, hogy Kitty van a dolog hátterében. Rachel és Kurt nem utaznak haza az ünnepekre, hanem egy szolid bulit terveznek, amire Isabelle-t és Brodyt is meghívják. A selejtező előtt Ryder belátja, hogy Jake jobb táncos, és megkéri, hogy vegye át a szerepét. A fergeteges előadás végén Marley elájul a színpadon. |     |                                                              |                     |                                |                                         |             |
| 75. | 9.  | Hattyúdal (Swan Song)                                        | Brad Falchuk        | Stacy Traub                    | 2012. december 6. 2016. augusztus 17.   | 7,13 millió |
| A Glee Klub nem jut tovább a selejtezőn, mert az előadás végén Marley elájul, mindenki elhagyja a színpadot, és a szabályzat szerint ezért kizárható a versenyből, így a Trillárda győz. Ennek következtében Sue elveszi a Glee Klubtól a próbatermet, és szétszélednek a tagok, de Finn Rachel biztatására megpróbálja újra összehozni őket. Sam szerelmet vall Brittanynek, és kiderül, hogy érzelmei nem viszonzatlanok. Rachelt meghívót kap Carmen Tibideaux-tól a téli hangversenyre, ahol elsöprő sikert arat, Kurt pedig még egy esélyt kap a dívától, így ismét felvételizhet a NYADA-ra.                                                                              |     |                                                              |                     |                                |                                         |             |
| 76. | 10. | Igazából Glee (Glee, Actually)                               | Adam Shankman       | Matthew Hodgson                | 2012. december 13. 2016. augusztus 18.  | 7,50 millió |
| Artie-t zavarja a kiszolgáltatottsága, de Rory segítségével rájön, hogy ha nem kerül kerekesszékbe, akkor nincs Glee Klub és a barátai élete katasztrofálisan alakult volna. Kurt bejutott a NYADA-ra, karácsonykor meglátogatja Burt, sokkoló hírt közöl vele és meglepetésként magával hozza Blaine-t. Puck elhívja Los Angeles-be Jake-et, de karácsony estére hazamennek, és egy családként ünnepelnek négyesben, az anyukáikkal. Sam és Brittany még a maja világvége előtt összeházasodnak, de a világnak nem lesz vége. Sue feladata, hogy Marley anyukájának karácsonyra ajándékot vegyen, és miután véletlenül kihallgat egy beszélgetést, szívmelengető ötlete támad. |     |                                                              |                     |                                |                                         |             |
| 77. | 11. | A nagy lépés (Sadie Hawkins)                                 | Bradley Buecker     | Ross Maxwell                   | 2013. január 24. 2016. augusztus 19.    | 9,07 millió |
| Tina felveti, hogy a szokásos iskolai bál helyett rendezzenek Sadie Hawkins bált, ahol a lányok kérik fel a fiúkat táncolni. Mindenki támogatja az ötletet, kivéve Blane-t. Kurt próbál új barátokat szerezni a NYADA-n, miután Rachel minden szabadidejét Brodyval tölti és fontolgatja, hogy belép a NYADA kórusába, amiről Rachel lebeszélné. Kitty rányomul Jake-re, de szerencsére közbelép Puck, így Jake nyugodtan flörtölhet tovább Marleyval. Sam rájön, hogy valami nem stimmel a trillárdásokkal, és nagy lépésre készül. |     |                                                              |                     |                                |                                         |             |
| 78. | 12. | A fotózás (Naked)                                            | Ian Brennan         | Ryan Murphy                    | 2013. január 31. 2016. augusztus 22.    | 7,81 millió |
| Kiderül, hogy a trillárdások új vezetője, Hunter teljesítménynövelő drogokkal pumpálja a kórusát. A Trillárdát kizárják a versenyből és a Glee Klub mehet a kerületi döntőre, viszont nincs pénzük az utazásra. Tina újabb ötlettel áll elő: készítsenek naptárt a Glee Klub srácainak fotóival. Artie nem rajong az ötletért, Sam viszont teljes erőbedobással készíti fel a fiúkat a fotózásra. Sam lehetetlenül kevés pontot ér el az előfelvételin, ami nagyon elkeseríti, de az egész kórus összefog, hogy felvidítsák. |     |                                                              |                     |                                |                                         |             |
| 79. | 13. | Dalpárbaj (Diva)                                             | Paris Barclay       | Brad Falchuk                   | 2013. február 7. 2016. augusztus 23.    | 6,99 millió |
| Rachel kicsit elszállt a sikereitől, ami Kurtöt nagyon zavarja, ezért kihívja egy éjféli énekes párbajra, amit Kurt meg is nyer. A McKinleyben díva-hét van, mindenki lelkesen készül a megmérettetésre. Santana féltékeny Brittanyre, és vissza akarja szerezni Samtől. Végül rájön, hogy Brittany mindig is a legjobb barátnője lesz, és elköltözik New Yorkba Rachelhez. Tina lelkesen ápolja a náthás Blaine-t, és mire észbe kap már halálosan szerelmes bele. Finn és Emma sokat segítenek egymásnak, annyira nagy a bizalom közöttük, hogy még egy csók is elcsattan. |     |                                                              |                     |                                |                                         |             |
| 80. | 14. | A boldogító nem (I Do)                                       | Brad Falchuk        | Ian Brennan                    | 2013. február 14. 2016. augusztus 24.   | 7,46 millió |
| Emma lázasan - és kényszeresen - készül az esküvőre, Will pedig a Glee Klubot kéri meg, hogy dalaikkal szórakoztassák a násznépet. A nagy napon Emma mégis faképnél hagyja Willt, és Sue vonul fel az oltár elé, de ő is csak bosszúból. A bulit az elmaradt szertartás ellenére megtartják, és az est végére Tinát leszámítva senki nem marad partner nélkül, még Artie sem. Ryder millió ötlettel kisegíti a tanácstalan Jake-et, ezzel csodálatos Valentin-hetet szerezve Marleynak. Rachel bevallja Brodynak, hogy lefeküdt Finn-nel, Brody viszont nem őszinte vele a Valentin-napi programjával kapcsolatban.                                                             |     |                                                              |                     |                                |                                         |             |
| 81. | 15. | Lányok és fiúk (Girls (and Boys) On Film)                    | Ian Brennan         | Michael Hitchcock              | 2013. március 7. 2016. augusztus 25.    | 6,76 millió |
| Will régi filmekkel vigasztalja magát, mert Emma még mindig nem került elő. Finn és Artie trükkösen kiderítik, hogy hol van Emma, és arra biztatják Willt, hogy keresse fel. Santana arra gyanakszik, hogy Brody drogdíler, ami Rachelt nagyon bántja. Santana azt is kideríti, hogy Rachel csinált egy terhességi tesztet, ami pozitív lett. Marley elmondja Jake-nek, hogy Ryder megcsókolta, Finn pedig bevallja Willnek, hogy Emmát megcsókolta az esküvő előtt. |     |                                                              |                     |                                |                                         |             |
| 82. | 16. | Viszály (Feud)                                               | Bradley Buecker     | Roberto Aguirre-Sacasa         | 2013. március 14. 2016. augusztus 26.   | 6,23 millió |
| Will nem tud megbocsátani Finn-nek, amiért Emmát megcsókolta, ezért Finn úgy dönt, hogy nem marad tovább a Glee Klub élén, főiskolára megy. A gimiben mindenki viszályban van valakivel. Ryder megismerkedik egy lánnyal interneten és annyira szimpatikus neki, hogy ismeretlenül is beleszeret. Sue megzsarolja Blaine-t, hogy tönkreteszi ha nem tér vissza a Cheerios-ba, ahová Blaine csak egy napra lépett be. Santana kinyomozza, hogy Brody dzsigoló, és még Finnt is értesíti erről. |     |                                                              |                     |                                |                                         |             |
| 83. | 17. | Titkos hobbi (Guilty Pleasures)                              | Eric Stoltz         | Russel Friend & Garrett Lerner | 2013. március 21. 2016. szeptember 25.  | 6,90 millió |
| Will influenzás lesz, így nélküle tartják meg a kóruspróbákat, és kiderül, hogy mindenkinek van valami titkos vágya, hobbija, szenvedélye, amiről senkinek nem beszélt eddig. Ez Kurtre is vonatkozik, de ő sem titkolózhat tovább, mert Rachel és Santana leleplezik. Santana elmondja Rachelnek, hogy Brody nem drogot árult, hanem a testét. Mikor Rachel ezt számon kéri Brodyn, megbeszélik, hogy a lány sem volt teljesen őszinte, mert titkon még mindig Finnt szereti. A Glee Klubban mindenki előadja a ciki kedvencét. |     |                                                              |                     |                                |                                         |             |
| 84. | 18. | Hulló csillag (Shooting Star)                                | Bradley Buecker     | Matthew Hodgson                | 2013. április 11. 2016. október 1.      | 6,01 millió |
| Brittany bejelenti hogy egy aszteroida közeleg Földünk felé és napjaink vannak hátra. Ennek szellemében a hét témája a Glee Klubban az utolsó esély. Shannon bevallja Willnek, hogy szeretné, ha ő lenne élete férfija. A McKinley gimiben lövések dördülnek, mindenki fedezékbe vonul és átértékeli az életét. Sue óriási áldozatot hoz Beckyért és hősiesen viseli, hogy kirúgják. Ryder neten megismert szerelméről kiderül, hogy nem az, akinek kiadta magát. |     |                                                              |                     |                                |                                         |             |
| 85. | 19. | Édes álmok (Sweet Dreams)                                    | Elodie Keene        | Ross Maxwell                   | 2013. április 18. 2016. október 2.      | 6,67 millió |
| Finn nagyon élvezi a főiskolát és a folyamatos bulizást. Az egyik legjobb haverjával, Puckermannel kerül egy szobába. Will elfogadja Finn bocsánatkérését, és segít felkészíteni a Glee Klubot a kerületi döntőre. Marley végre előrukkol a saját dalaival. Rachelt felkeresi az anyukája és segít neki felkészülni a Funny Girl meghallgatásra. |     |                                                              |                     |                                |                                         |             |
| 86. | 20. | Áramszünet (Lights Out)                                      | Paris Barclay       | Ryan Murphy                    | 2013. április 25. 2016. október 8.      | 6,09 millió |
| A McKinley gimiben elmegy az áram, ami szokatlan dologra sarkall néhány embert. Ryder megosztja a legnagyobb titkát a kórustagokkal, egy gyerekkori traumát, amit eddig csak a titokzatos Katie-nek mondott el. Ennek hatására Kitty is megosztja egy régi titkát Ryderrel. Blaine felkeresi Sue edzőt új munkahelyén, és beismeri, hogy nélküle nem úgy mennek a dolgok a suliban, ahogy kellene. Becky addig undokoskodik Roz edzővel, amíg az igazgató elé nem kerül, hogy bevallhassa neki, mit tett. Eközben New Yorkban Rachel és Kurt kérdőre vonja Santanát, hogy mit akar kezdeni az életével, mert szerintük jelenleg csak pazarolja az idejét.                       |     |                                                              |                     |                                |                                         |             |
| 87. | 21. | Kész csoda (Wonder-ful)                                      | Wendey Stanzler     | Brad Falchuk                   | 2013. május 2. 2016. október 9.         | 6,03 millió |
| Rachelt másodszor is behívják Funny Girl meghallgatásra, amit elsőként Willnek mesél el. Kurt elkíséri Burtöt az orvoshoz, ahol megtudják, hogy sikeres volt-e a rák ellenes kezelés. Blaine szeretné megkérni Kurt kezét, és erről Kurt apjával is beszél. Mercedes összerúgja a port a producerével ezért magánúton adja ki az első albumát. Artie-t felveszik a Brooklyni Filmakadémiára, de nem akar elmenni. Cassandra nem a várt módon reagál Rachel sikerére. |     |                                                              |                     |                                |                                         |             |
| 88. | 22. | Mindent vagy semmit (All or Nothing)                         | Bradley Buecker     | Ian Brennan                    | 2013. május 9. 2016. október 15.        | 7,46 millió |
| Rachelt harmadszor is visszahívják a Funny Girl meghallgatásra, és lélegzetelállító produkcióval szerepel. Eközben a Glee Klub a kerületi döntőre készül, ahol két másik tehetséges csapattal kell megmérkőzniük. Brittany az egyetemi interjúja után hatalmas változáson megy keresztül, amivel mindenkit megdöbbent, ezért Sam megkéri Santanát, hogy jöjjön el, és beszéljen vele. Ryder végre megtudja, hogy kicsoda a rejtélyes Katie, és dühében úgy dönt, kiszáll a kórusból. Blaine titokban arra készül, hogy megkérje Kurt kezét, Sam viszont megpróbálja lebeszélni róla. A verseny után Emma hatalmas meglepetést okoz Willnek és az egész Glee Klubnak.            |     |                                                              |                     |                                |                                         |             |

## Ötödik évad: 2013-2014
| Sor. | Év. | Cím                               | Rendező         | Író                                      | Premier              | Nézettség |
| ---- | --- | --------------------------------- | --------------- | ---------------------------------------- | -------------------- | --------- |
| 89.  | 1.  | Love, Love, Love                  | Bradley Buecker | Brad Falchuk                             | 2013. szeptember 26. |           |
| 90.  | 2.  | Tina in the Sky with Diamonds     | Ian Brennan     | Ian Brennan                              | 2013. október 3.     |           |
| 91.  | 3.  | The Quarterback                   | Brad Falchuk    | Ryan Murphy, Brad Falchuk és Ian Brennan | 2013. október 10.    |           |
| 92.  | 4.  | A Katy or a Gaga                  | Ian Brennan     | Russel Friend és Garrett Lerner          | 2013. november 7.    |           |
| 93.  | 5.  | The End of Twerk                  | Wendey Stanzler | Michael Hitchcock                        | 2013. november 14.   |           |
| 94.  | 6.  | Movin' Out                        | Brad Falchuk    | Roberto Aguirre-Sacasa                   | 2013. november 21.   |           |
| 95.  | 7.  | Puppet Master                     | Paul McCrane    | Matthew Hodgson                          | 2013. november 28.   |           |
| 96.  | 8.  | Previously Unaired Christmas      | Wendey Stanzler | Ross Maxwell                             | 2013. december 5.    |           |
| 97.  | 9.  | Frenemies                         | Bradley Buecker | Ned Martel                               | 2014. február 25.    |           |
| 98.  | 10. | Trio                              | Ian Brennan     | Rivka Sophia Rossi                       | 2014. március 4.     |           |
| 99.  | 11. | City of Angels                    | Elodie Keene    | Jessica Meyer                            | 2014. március 11.    |           |
| 100. | 12. | 100                               | Paris Barclay   | Ryan Murphy, Brad Falchuk és Ian Brennan | 2014. március 18.    |           |
| 101. | 13. | New Directions                    | Brad Falchuk    | Brad Falchuk                             | 2014. március 25.    |           |
| 102. | 14. | New New York                      | Sanaa Hamri     | Ryan Murphy                              | 2014. április 1.     |           |
| 103. | 15. | Bash                              | Bradley Buecker | Ian Brennan                              | 2014. április 8.     |           |
| 104. | 16. | Tested                            | Paul McCrane    | Russel Friend és Garrett Lerner          | 2014. április 15.    |           |
| 105. | 17. | Opening Night                     | Eric Stoltz     | Michael Hitchcock                        | 2014. április 22.    |           |
| 106. | 18. | The Back-Up Plan                  | Ian Brennan     | Roberto Aguirre-Sacasa                   | 2014. április 29.    |           |
| 107. | 19. | Old Dog, New Tricks               | Bradley Buecker | Chris Colfer                             | 2014. május 6.       |           |
| 108. | 20. | The Untitled Rachel Berry Project | Brad Falchuk    | Matthew Hodgson                          | 2014. május 13.      |           |

## Hatodik évad: 2015
| Sor. | Év. | Cím                                | Rendező                       | Író                                      | Premier           | Nézettség   |
| ---- | --- | ---------------------------------- | ----------------------------- | ---------------------------------------- | ----------------- | ----------- |
| 109. | 1.  | Loser Like Me                      | Bradley Buecker               | Ryan Murphy & Brad Falchuk & Ian Brennan | 2015. január 9.   | 2,34 millió |
| 110. | 2.  | Homecoming                         | Bradley Buecker               | Ryan Murphy                              | 2015. január 9.   | 2,34 millió |
| 111. | 3.  | Jagged Little Tapestry             | Paul McCrane                  | Brad Falchuk                             | 2015. január 16.  | 1,98 millió |
| 112. | 4.  | The Hurt Locker, Part One          | Ian Brennan                   | Ian Brennan                              | 2015. január 23.  | 1,82 millió |
| 113. | 5.  | The Hurt Locker, Part Two          | Barbara Brown                 | Ian Brennan                              | 2015. január 30.  | 1,85 millió |
| 114. | 6.  | What the World Needs Now           | Barbara Brown                 | Michael Hitchcock                        | 2015. február 6.  | 1,58 millió |
| 115. | 7.  | Transitioning                      | Dante Di Loreto               | Matthew Hodgson                          | 2015. február 13. | 1,81 millió |
| 116. | 8.  | A Wedding                          | Bradley Buecker & Ian Brennan | Ross Maxwell                             | 2015. február 20. | 1,86 millió |
| 117. | 9.  | Child Star                         | Michael Hitchcock             | Ned Martel                               | 2015. február 27. | 1,69 millió |
| 118. | 10. | The Rise and Fall of Sue Sylvester | Anthony Hemingway             | Jessica Meyer                            | 2015. március 6.  | 1,81 millió |
| 119. | 11. | We Built This Glee Club            | Joaquin Sedillo               | Aristotle Kousakis                       | 2015. március 13. | 2,02 millió |
| 120. | 12. | 2009                               | Paris Barclay                 | Ryan Murphy & Brad Falchuk & Ian Brennan | 2015. március 20. | 2,69 millió |
| 121. | 13. | Dreams Come True                   | Bradley Buecker               | Ryan Murphy & Brad Falchuk & Ian Brennan | 2015. március 20. | 2,54 millió |

## Fordítás
- Ez a szócikk részben vagy egészben  a   List of Glee episodes című angol Wikipédia-szócikk fordításán alapul.  Az eredeti cikk szerkesztőit annak laptörténete sorolja fel. Ez a jelzés csupán a megfogalmazás eredetét és a szerzői jogokat jelzi, nem szolgál a cikkben szereplő információk forrásmegjelöléseként.